# Campionati asiatici di atletica leggera 2007
La diciassettesima edizione dei campionati asiatici di atletica leggera si è svolta presso l'Amman International Stadium di Amman, in Giordania, tra il 25 e il 29 luglio 2007. La sede della competizione venne spostata all'ultimo momento dal Libano a causa dei disordini che si stavano vivendo in quel periodo in quel paese.
Paesi come la Cina non mandarono a gareggiare i loro migliori atleti, che preferirono prepararsi per gli imminenti Mondiali, tenutisi in agosto ad Osaka.

## Paesi partecipanti
- Afghanistan
- Arabia Saudita
- Bangladesh
- Bahrein
- Cina
- Corea del Nord
- Corea del Sud
- Filippine
- Giappone
- Giordania
- Hong Kong
- India

- Indonesia
- Iran
- Kazakistan
- Kirghizistan
- Kuwait
- Libano
- Macao
- Malaysia
- Maldive
- Nepal
- Pakistan

- Palestina
- Qatar
- Singapore
- Siria
- Sri Lanka
- Tagikistan
- Taipei cinese
- Thailandia
- Uzbekistan
- Vietnam
- Yemen

## Risultati

### Uomini
| Specialità | Oro                                                                                       | Prestazione | Argento                                                                        | Prestazione | Bronzo                                                      | Prestazione |
| 100 m | Samuel A. Francis                                                                         | 9"99        | Masahide Ueno                                                                  | 10"26       | Alwaleed Abdullah                                           | 10"30       |
| 200 m | Kenji Fujimitsu                                                                           | 20"85       | Alwaleed Abdullah                                                              | 20"98       | Khalil Hahanahneh                                           | 21"03       |
| 400 m | Prasanna Amarasekara                                                                      | 46"71       | Reza Bouazar                                                                   | 46"90       | Mohammad Akefian                                            | 46"93       |
| 800 m | Mohammed Al-Salhi                                                                         | 1'51"73     | Sajjad Moradi                                                                  | 1'52"22     | Abubaker Ali Kamal                                          | 1'52"22     |
| 1500 m | Mohammed Shaween                                                                          | 3'46"85     | Sajjad Moradi                                                                  | 3'47"01     | Abubaker Ali Kamal                                          | 3'47"22     |
| 5000 m | Felix Kikwai Kibore                                                                       | 14'07"12    | Abdullah Ahmad Hassan                                                          | 14'08"66    | Ishaq Abedeen                                               | 14'18"47    |
| 10000 m | Abdullah Ahmad Hassan                                                                     | 29'45"95    | Sedam Ali Dawoud                                                               | 29'58"33    | Hassan Mahboob                                              | 30'05"12    |
| 3000 m siepi | Ali Ahmad Ali-Amri                                                                        | 8'40"25     | Zakaria Kameel Ali                                                             | 8'40"49     | Mustafa Ahmed Shebto                                        | 8'47"99     |
| 110 m hs | Tasuku Tanonaka                                                                           | 13"51       | Mohammed Essa Al-Thawadi                                                       | 13"55       | Wu Youjia                                                   | 13"68       |
| 400 m hs | Yevgeniy Meleshenko                                                                       | 50"01       | Yosuke Tsushima                                                                | 50"14       | Joseph Abraham                                              | 50"28       |
| Marcia 20 km | Cui Zhide                                                                                 | 1h30'21"30  | Shin Il-yong                                                                   | 1h31'33"42  | Rustom Kuwalov                                              | 1h32'37"56  |
| 4×100 m | Thailandia Taweesak Pooltong Wachara Sondee Sompote Suwannarangsri Sittichai Suwonprateep | 39"34       | Qatar Saad Al-Shahwani Samuel A. Francis Areef Ibrahim Badar Alwaleed Abdullah | 39"64       | Cina Wen Yongti Cao Jian Zhang Yuan Liang Jiahong           | 39"71       |
| 4×400 m | Arabia Saudita I.Y. Younas Mohammed Shaween Ismail Al-Sabani Mohammed Al-Salhi            | 3'05"96     | Sri Lanka Dulan Priyasu Rohitha Pusup Shivant Weerasuriya Asnaka Jayas         | 3'07"29     | India Sarish Paul Joseph Abraham Mortaja Shake K. M. Mathew | 3'07"94     |
| Salto in alto | Lee Hup Wei                                                                               | 2,24 m      | Jean-Claude Rabbath                                                            | 2,21 m      | Satoru Kubota                                               | 2,21 m      |
| Salto con l'asta | Mohsen Rabbani                                                                            | 5,35 m      | Kim Do-kyun                                                                    | 5,25 m      | Suzuki Takafumi                                             | 5,10 m      |
| Salto in lungo | Mohammed Al-Khuwalidi                                                                     | 8,16 m      | Saleh Al Haddad                                                                | 8,05 m      | Li Runrun                                                   | 7,84 m      |
| Salto triplo | Renjith Maheswary                                                                         | 17,19 m     | Kim Duk-hyung                                                                  | 17,00 m     | Bibu Mathew                                                 | 16,64 m     |
| Getto del peso | Navpreet Singh                                                                            | 19,70 m     | Chang Ming-huang                                                               | 19,66 m     | Khalid Habash Al-Suwaidi                                    | 19,51 m     |
| Lancio del disco | Ehsan Hadadi                                                                              | 65,38 m     | Rashid Shafi Al-Dosari                                                         | 63,49 m     | Abbas Samimi                                                | 61,29 m     |
| Lancio del martello | Ali Al-Zinkawi                                                                            | 75,71 m     | Dilshod Nazarov                                                                | 75,70 m     | Hiroaki Doi                                                 | 70,74 m     |
| Lancio del giavellotto | Chen Qi                                                                                   | 78,07 m     | Park Jae-myong                                                                 | 75,77 m     | Jung Sang-jin                                               | 70,95 m     |
| Decathlon | Ahmed Hassan Moussa                                                                       | 7678 p.     | Hadi Sepehrzad                                                                 | 7667 p.     | Pavel Andreev                                               | 7484 p.     |
| record mondiale; record mondiale stagionale; record asiatico; record dei campionati; record nazionale; record personale; record personale stagionale. |                                                                                           |             |                                                                                |             |                                                             |             |

### Donne
| Specialità | Oro                                                                                | Prestazione | Argento                                                              | Prestazione | Bronzo                                                                               | Prestazione              |
| 100 m | Susanthika Jayasinghe                                                              | 11"19       | Vu Thi Huong                                                         | 11"33       | Zou Yingting                                                                         | 11"54                    |
| 200 m | Susanthika Jayasinghe                                                              | 22"99       | Sujani Budhika                                                       | 23"28       | Vu Thi Huong                                                                         | 23"30                    |
| 400 m | Chitra Soman                                                                       | 53"01       | Asami Tanno                                                          | 53"20       | Menaka Wickramasinghe                                                                | 54"11                    |
| 800 m | Truong Thanh Hang                                                                  | 2'04"77     | Sinimole Paulose                                                     | 2'06"15     | Jinouchi Ayako                                                                       | 2'08"75                  |
| 1500 m | Sinimole Paulose                                                                   | 4'12"69     | Sara Bekheet                                                         | 4'26"21     | Truong Thanh Hang                                                                    | 4'26"77                  |
| 5000 m | Kareema Jasim                                                                      | 16'40"87    | Preeja Sreedharan                                                    | 16'56"16    | Kim Mi-gyong                                                                         | 18'21"32                 |
| 10000 m | Kareema Jasim                                                                      | 34'26"39    | Preeja Sreedharan                                                    | 36'04"54    | Kim Mi-gyong                                                                         | 38'29"90                 |
| 3000 m siepi | Zhao Yanni                                                                         | 10'48"18    | Marwan Bara'h                                                        | 12'03"04    | Leila Ebrahimi                                                                       | 12'12"40                 |
| 100 m hs | Mami Ishino                                                                        | 13"26       | He Liyuan                                                            | 13"31       | Lee Yeon-kyoung                                                                      | 13"50                    |
| 400 m hs | Satomi Kubokura                                                                    | 56"74       | Ruan Zhuofen                                                         | 57"63       | Galina Pedan                                                                         | 59"13                    |
| Marcia 20 km | Jiang Qiuyan                                                                       | 1h36'15"9   | Bai Yanmin                                                           | 1h38'09"6   | Svetlana Tolstaya                                                                    | 1h41'53"0                |
| 4×100 m | Thailandia Sangwan Jaksunin Supavadee Khawpeag Jutama Tawoncharoen Nongnuch Sanrat | 44"31       | Giappone Tomako Ishida Momoko Takahashi Sakie Nobuoka Saori Kitakaze | 45"06       | Taipei cinese Lin Wen-wen Lin Yi-chun Chen Shu-chuan Li Chen-yi Ru                   | 46"48                    |
| 4×400 m | India Mandeep Kaur Manjeet Kaur, Sini Jose Chitra Kulathummuriyil                  | 3'33"39     | Giappone Sayaka Aoki Satomi Kubokura Natsumi Watanabe Asami Tanno    | 3'33"82     | Kazakistan Tatyana Khajimuradova Margarita Matsko Anna Gavryushenko Marina Maslyonko | 3'50"81                  |
| Salto in alto | Tat'jana Efimenko                                                                  | 1,94 m =    | Ekaterina Evseeva                                                    | 1,91 m      | Anna Ustinova                                                                        | 1,91 m                   |
| Salto con l'asta | Roslinda Samsu                                                                     | 4,20 m      | Rachel Yang                                                          | 3,50 m      | solo due atlete iscritte                                                             | solo due atlete iscritte |
| Salto in lungo | Olga Rypakova                                                                      | 6,66 m      | Anju Bobby George                                                    | 6,65 m      | Jung Soon-ok                                                                         | 6,60 m                   |
| Salto triplo | Olga Rypakova                                                                      | 14,69 m     | Li Sha                                                               | 14,03 m     | Irina Litvinenko                                                                     | 13,80 m                  |
| Getto del peso | Liu Xiangruong                                                                     | 17,65 m     | Lee Mi-young                                                         | 16,58 m     | Lin Chiya-yin                                                                        | 16,46 m                  |
| Lancio del disco | Xu Shaoyang                                                                        | 61,30 m     | Li Yanfeng                                                           | 61,13 m     | Krishna Poonia                                                                       | 55,38 m                  |
| Lancio del martello | Liao Xiaoyan                                                                       | 60,58 m     | Kang Na-ru                                                           | 57,38 m     | Huang Chie-feng                                                                      | 55,37 m                  |
| Lancio del giavellotto | Buoban Phamang                                                                     | 58,35 m     | Kim Kyong-ae                                                         | 53,01 m     | Nadeeka Lakmali                                                                      | 52,59 m                  |
| Eptathlon | Irina Naumenko                                                                     | 5617 p.     | J. J. Shobha                                                         | 5356 p.     | Sushmitha Singha Roy                                                                 | 5154 p.                  |
| record mondiale; record mondiale stagionale; record asiatico; record dei campionati; record nazionale; record personale; record personale stagionale. |                                                                                    |             |                                                                      |             |                                                                                      |                          |

## Medagliere
Legenda
     Paese ospitante
| Posiz. | Nazione        | Oro | Argento | Bronzo | Totale |
| ------ | -------------- | --- | ------- | ------ | ------ |
| 1      | Cina           | 7   | 5       | 4      | 16     |
| 2      | India          | 5   | 5       | 5      | 15     |
| 3      | Arabia Saudita | 5   | 0       | 0      | 5      |
| 4      | Qatar          | 4   | 7       | 5      | 16     |
| 5      | Giappone       | 4   | 5       | 4      | 13     |
| 6      | Kazakistan     | 4   | 1       | 5      | 10     |
| 7      | Sri Lanka      | 3   | 2       | 2      | 7      |
| 8      | Thailandia     | 3   | 0       | 0      | 3      |
| 9      | Iran           | 2   | 4       | 3      | 9      |
| 10     | Bahrein        | 2   | 1       | 2      | 5      |
| 11     | Malaysia       | 2   | 0       | 0      | 2      |
| 12     | Vietnam        | 1   | 1       | 2      | 4      |
| 13     | Kuwait         | 1   | 1       | 0      | 2      |
| 14     | Kirghizistan   | 1   | 0       | 1      | 2      |
| 15     | Corea del Sud  | 0   | 7       | 3      | 10     |
| 16     | Taipei cinese  | 0   | 1       | 3      | 4      |
| 17     | Giordania      | 0   | 1       | 1      | 2      |
| 18     | Libano         | 0   | 1       | 0      | 1      |
| 18     | Tagikistan     | 0   | 1       | 0      | 1      |
| 18     | Singapore      | 0   | 1       | 0      | 1      |
| 21     | Corea del Nord | 0   | 0       | 2      | 2      |
| 22     | Uzbekistan     | 0   | 0       | 1      | 1      |
|        | Total          | 44  | 44      | 43     | 131    |